# 퀴즈의 신
《퀴즈의 신》은 대한민국의 JTBC의 예능 프로그램이다. 각종 퀴즈 프로그램에서 우승한 12명의 퀴즈 영웅들이 모여 진정한 퀴즈의 신을 뽑는 방식으로 진행된다.
최후의 1인에게는 1억원이 주어지며, 그 중 절반은 본인의 이름으로 사회에 기부된다.할게

## 무한의 계단
- 2013년 2월 9일 ~ 2013년 3월 1일 : 매주 토요일, 일요일 저녁 6시 30분[2]

## 출연자
- 고영자 : 2007년 우리말 겨루기 달인, 2008년 우주인 서포터즈, 가자 모스크바로 우승, 2012년 미션퀴즈 주장원, 월장원 등극
- 권웅헌 : 2009년 1대 100 최후의 1인 등극
- 김유리 : 2011년 도전 골든벨 81대 골든벨 등극
- 나정희 : 2012년 퀴즈 대한민국 영웅, 왕중왕 등극
- 박운철 : 2011년 1대 100 최후의 1인 등극, 2012년 MBN 전국퀴즈선수권대회 우승
- 박춘록 : 2007년 우리말 겨루기 달인, 왕중왕 등극, 2008년 우주인 서포터즈, 가자 모스크바로 우승, 퀴즈 대한민국 영웅, 왕중왕, 제왕
- 안은진 : 2007년 도전 골든벨 - KBS 방송 80주년 특집 국민과 함께하는 골든벨 우승
- 장래형 : 2007년 퀴즈 대한민국 영웅, 2010년 우리말 겨루기 달인 등극
- 정영진 : 2006년 퀴즈 대한민국 영웅, 2007년 1대 100 5000만원 우승
- 조형배 : 1993년 MBC 장학퀴즈 주장원, 월장원, 2009년 퀴즈마스터 우승, 2010, 2011년 1대 100 최후의 1인 등극, 2012년 미션퀴즈 주장원
- 천기섭 : 2008 ~ 2009년 장학퀴즈 주장원, 월장원, 기장원, 연장원 우승
- 최수진 : 2008년 도전 골든벨 70대 골든벨 등극

## 역대 경기 규칙
- 12명의 도전자들이 두 팀으로 나누어서 대결을 펼친다. 대결마다 승리하는 팀은 다음 라운드에 진출하고, 진 팀은 탈락자 투표를 통해 탈락자 후보를 선정한다. 탈락자 후보는 1:1대결에서 한 사람을 지목할 수 있으며, 1:1대결에서 패하는 사람이 탈락하게 된다.

### 1회

#### 팀 결정
- 나잘난 팀 : 장래형, 고영자, 조형배, 천기섭, 나정희, 최수진
- 백프로 팀 : 박춘록, 안은진, 정영진, 권웅헌, 박운철, 김유리

#### 생존물품 획득 퀴즈
- 두 팀이 합숙에 필요한 생활물품을 얻는 게임
- 각 팀 대표 1명 씩이 나와서 문제를 푼다.
- 1회 당 문제를 맞힌 팀은 30초간 먼저 물품을 가져올 수 있으며, 다른 팀은 15초간 물품을 가져올 수 있다.

#### 공격 퀴즈
- 각 팀 도전자들이 직접 3지선다 형의 문제를 출제한다.
- 공격할 상대 선수를 지목하고, 준비한 문제를 공격한다.
- 문제를 더 많이 맞힌 팀이 승리한다.

### 2회

#### 후계자 교육 퀴즈
- 남녀아이들을 직접 선택한 후, 주어진 시간동안 아이들에게 책을 교육시켜 아이들이 도전자 대신 문제를 푼다.
- 도전자들은 직접 아이들에게 지정된 책을 1시간 30분 동안 가르칠 수 있다.
- 4지선다 객관식 문제로 주어지며, 남,녀 모두 먼저 2점을 획득하는 팀이 승리한다.
- 1:1 동점일 경우 남녀 어린이들의 대결에서 2점을 먼저 얻는 팀이 승리한다.

### 3회

#### 데시벨 퀴즈
- 문제가 나간 다음에 팀원들이 구호를 외쳐서 데시벨 측정기의 수치를 높인다.
- 데시벨이 높은 팀에게 우선권이 먼저 돌아가며, 3점을 얻는 팀이 승리한다.

### 4회

#### 망각퀴즈
- 12명의 출연자들이 옛날에 풀었던 사전모의 퀴즈를 본인에게 출제한다.
- 문제는 3지선다 객관식이며, 많이 맞힌 팀이 승리한다.

### 5회

#### 개인 관심사 퀴즈
- 자기 팀 동료들의 관심사와 관련된 퀴즈가 나온다.
- 도전자는 자기 팀 동료 중에서 한 사람과 관련된 문제를 푼다.
- 3지선다 객관식이며, 많이 맞힌 팀이 승리한다.

### 6회

#### 정보차단 퀴즈
- 녹화한 2013년 1월 26일부터 2013년 1월 30일까지 합숙기간동안 정보물품을 압수한 상태에서, 그 주에 나온 신문기사들로 문제가 주어진다.
- 1 : 1 대결이며, 우선권 문제가 걸려 있는 문제와, 본 문제로 구성되어 있다(본 문제만 구성된 경우도 있다.)
- 문제를 많이 맞힌 팀이 승리한다.

### 7회

#### 협동 퀴즈
- 팀원 3명이 다답형 문제(정답 3~5개인 문제)를 푼다.
- 한 사람 씩 돌아가면서 정답을 말한다.
- 중간에 한 사람이 오답을 대거나, 시간 내에 답하지 못한 경우 문제 풀이가 종료된다.
- 한 문제 당 많이 맞힌 팀이 1점을 획득한다.
- 더 많은 점수를 얻는 팀이 승리한다.

### 8회

#### 예선전
- 지금까지 생존한 5명과, 탈락자들의 투표로 올라간 1명, 총 6명이 대결을 펼친다.
- 버저 형식으로 진행되며, 2문제를 먼저 맞힌 사람은 진출석으로 올라간다.
- 진출석에 있는 사람이 문제를 맞히면 바로 결승으로 올라가며, 다른 사람이 맞힐 시에는 진출석에 있는 사람은 다시 원래 자리로 돌아와서 처음부터 문제를 맞혀야 한다.
- 결승에 진출하는 2명이 나올 때까지 진행된다.

#### 결승전
- 결승전에 올라온 2사람이 대결한다
- 버저형식으로 진행되며, 5문제를 먼저 맞히는 사람이 우승한다.

### 탈락자 결정 퀴즈

#### 1: 1 바닥 퀴즈
- 대결에서 진 팀의 탈락자 투표로 선정된 1인과, 탈락자 후보자가 선택한 1인이 2m 단상에 올라가 문제를 푼다.
- 버저 형식이며, 상대편이 문제를 맞히면, 본인의 단상이 50 cm 내려간다.
- 먼저 본인의 단상이 바닥에 닿은 사람이 탈락자로 결정된다.

### 그외의 게임

#### 희망 쿠폰 퀴즈
- 각 팀원들이 희망 쿠폰을 걸고 대결을 벌인다.
- 각 팀 당 문제를 먼저 맞힌 2사람이 희망 쿠폰을 획득하며, 원하는 소원을 말할 수 있다.

#### x파일 퀴즈
- 승리 팀원들끼리의 대결
- 문제를 듣고 해당하는 답을 많이 적는 게임
- 1등에게는 상대팀 한 사람의 정보를 알 수가 있다.

### 역대 경기 결과

#### 1회
- 승리팀 : 백프로
- 탈락자 후보 : 조형배
- 1대1 대결 지목자 : 장래형
- 탈락자 : 조형배

#### 2회
- 승리팀 : 백프로
- 탈락자 후보 : 최수진
- 1대1 대결 지목자 : 고영자
- 탈락자 : 최수진

#### 3회
- 백프로 팀원 한 명이 나잘난 팀으로 이동(권웅헌)
- 승리팀 : 백프로
- 탈락자 후보 : 나정희
- 1대1 대결 지목자 : 고영자
- 탈락자 : 고영자

#### 4회
- 나잘난 팀, 이름을 마초 팀으로 변경
- 승리팀 : 마초
- 탈락자 후보 : 정영진
- 1대1 대결 지목자 : 박춘록
- 탈락자 : 정영진

#### 5회
- 맞트레이드 : 마초팀 영입-박춘록, 백프로 영입-박운철
- 승리팀 : 마초
- 탈락자 후보 : 권웅헌
- 1대1 대결 지목자 : 김유리
- 탈락자 : 김유리

#### 6회
- 승리팀 : 백프로
- 탈락자 후보 : 장래형
- 1대1 대결 지목자 : 박춘록
- 탈락자 : 박춘록

#### 7회
- 맞트레이드 : 백프로팀-권웅헌, 마초팀-천기섭 팀원 교체
- 승리팀 : 마초
- 탈락자 후보 : 천기섭
- 1대1 대결 지목자 : 안은진
- 탈락자 : 안은진

#### 8회
- 탈락자 6명의 최종 투표로 올라간 1인 : 박춘록[3]
- 결승 진출자 : 박운철, 천기섭
- 우승자 : 천기섭